# Factual entertainment
 (mars 2017).
Le factual entertainement est un genre de documentaire qui se distingue par le fait de suivre une personne dans son métier ou sa passion afin d'en présenter tous les aspects. On suit alors un personnage dans une situation particulière, un lieu, à la rencontre de personnes pour donner des explications ou des informations sur cette situation, lieu, personnes, etc.
On le différencie des autres genre de documentaires car il emprunte des codes de la fiction : même narration à chaque épisode, héros que l’on suit, similitude de l’enjeu à chaque épisode, etc.

## Programmes
Exemples de programmes que l'on classer dans le genre factual entertainement :
- Pawn Stars
- Ghost Adventures
- Le Mystère d'Oak Island
- Miami Ink
- Ax Men
- Duck Dynasty
- L'Insider
- Man vs Wild
- Pimp My Ride
- Cauchemar en cuisine (France)